# Symphonie no 26 de Mozart
Pour les articles homonymes, voir Symphonie no 26.
La Symphonie no 26 en mi bémol majeur, KV 184/161a, a été achevée par Wolfgang Amadeus Mozart à Salzbourg le 30 mars 1773 à l'âge de dix-sept ans, un mois après son retour de son troisième voyage en Italie.

## Historique
Les neuf symphonies dites « Salzbourgeoises » ont été écrites entre mars 1773 et novembre 1774. Voir l'historique de la symphonie no 22.
Le manuscrit se trouve dans une collection privée à Vienne. La symphonie a été publiée à titre posthume à Hambourg par August Cranz.

## Instrumentation
| Instrumentation de la symphonie no 26                                |
| Cordes                                                               |
| premiers violons, seconds violons, altos, violoncelles, contrebasses |
| Bois                                                                 |
| 2 flûtes, 2 hautbois, 2 bassons                                      |
| Cuivres                                                              |
| 2 cors en mi bémol, 2 trompettes en mi bémol                         |

## Structure
La symphonie comprend trois mouvements, le dernier mouvement étant enchaîné avec le second.
1. Molto presto, à , en mi bémol majeur, 135 mesures
2. Andante, à 
, en do mineur, 70 mesures
3. Allegro, à 
, en mi bémol majeur, 236 mesures

Durée : environ 10 minutes
Introduction du Molto presto :
La lecture audio n'est pas prise en charge dans votre navigateur. Vous pouvez télécharger le fichier audio.
Introduction de l'Andante :
La lecture audio n'est pas prise en charge dans votre navigateur. Vous pouvez télécharger le fichier audio.
Introduction de l'Allegro :
La lecture audio n'est pas prise en charge dans votre navigateur. Vous pouvez télécharger le fichier audio.

## Analyse
Le premier mouvement, Molto presto, est d'une atmosphère tendue, empreinte d'une discrète inquiétude. Ce mouvement, de manière insolite, s'éteint dans "piano", en douceur, pour s'enchaîner au démarrage "piano" du deuxième mouvement.
Celui-ci est ponctué d'une formule rythmique caractéristique, à la fois légère et tenace, constituée de trois brèves et d'une longue, qui ne cesse de revenir dans une mélancolique récurrence.
La thématique du finale est marquée d'une généreuse ampleur expressive, d'une pureté qu'accentue souvent un doublage à l'octave entre les premiers et seconds violons.